# Elusa
Elusa är ett släkte av fjärilar. Elusa ingår i familjen nattflyn.

## Bildgalleri

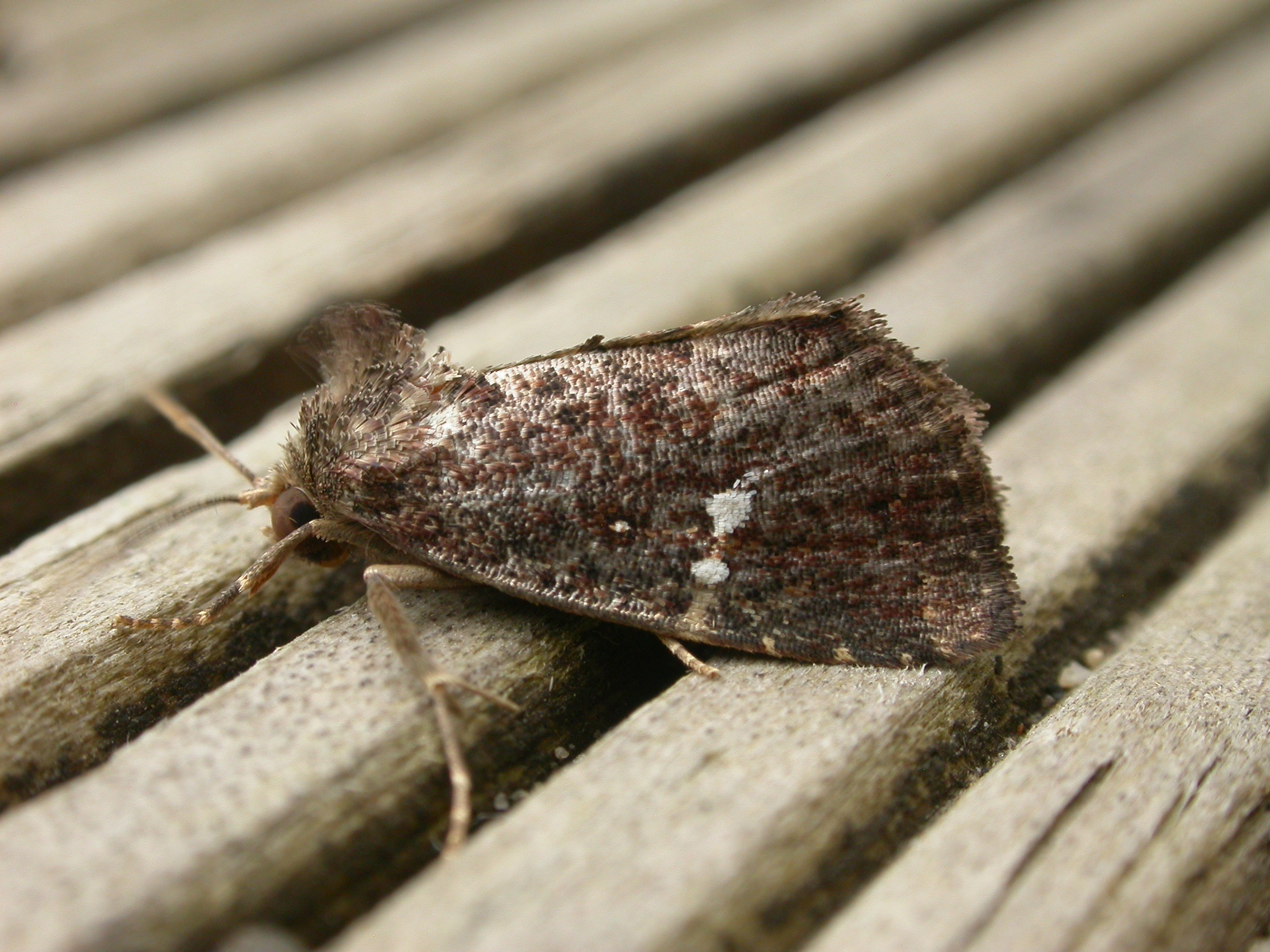
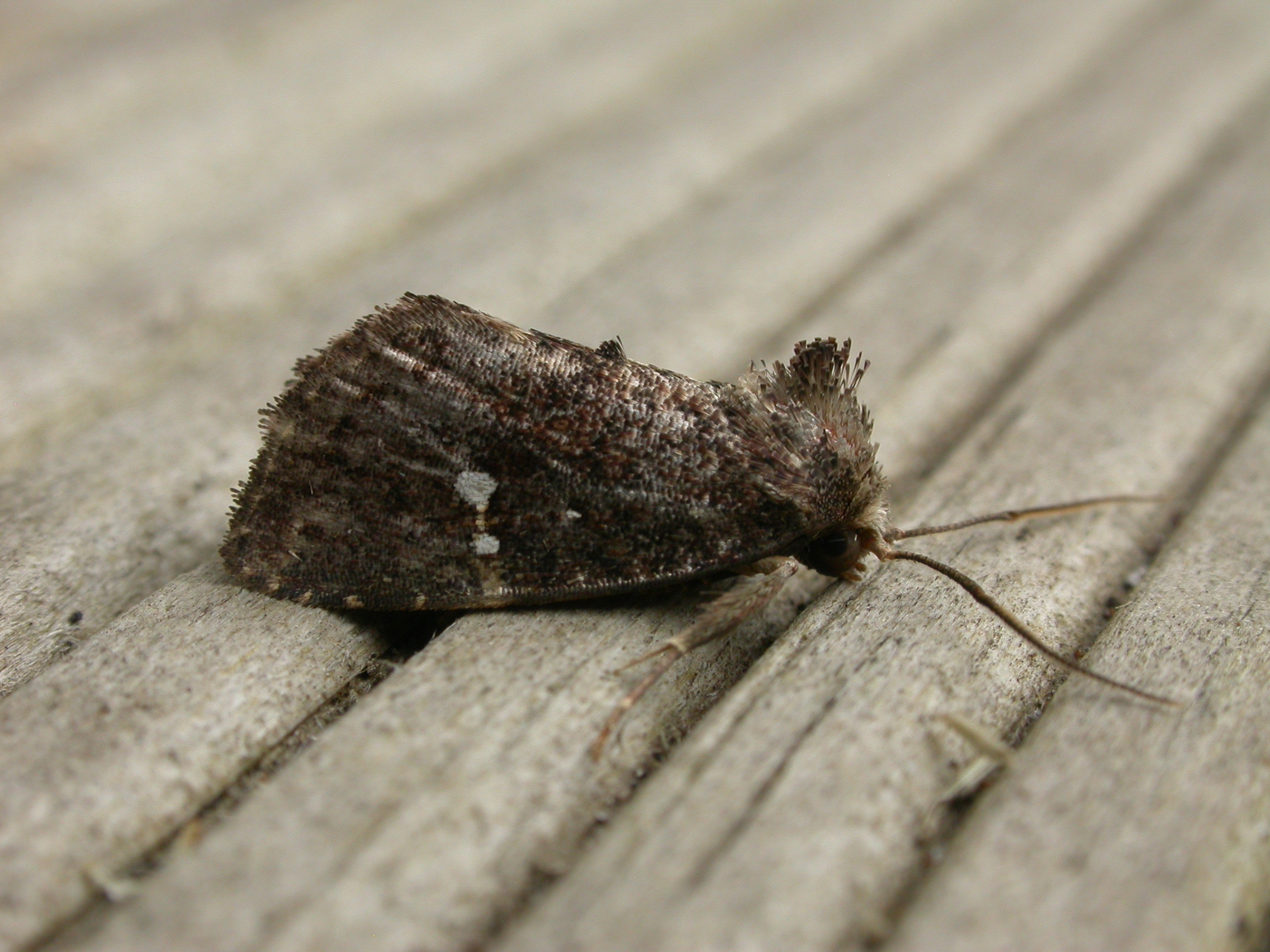
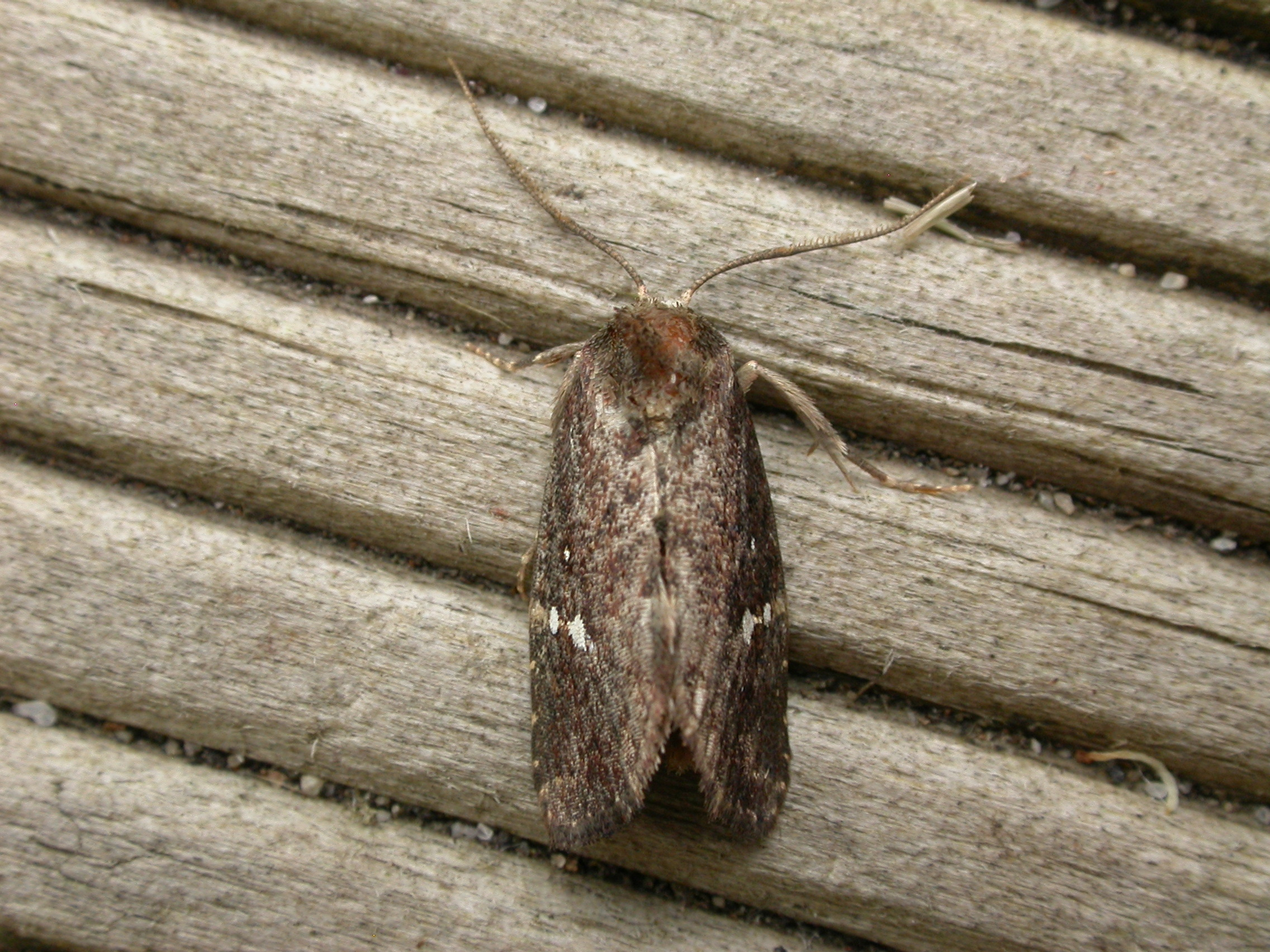
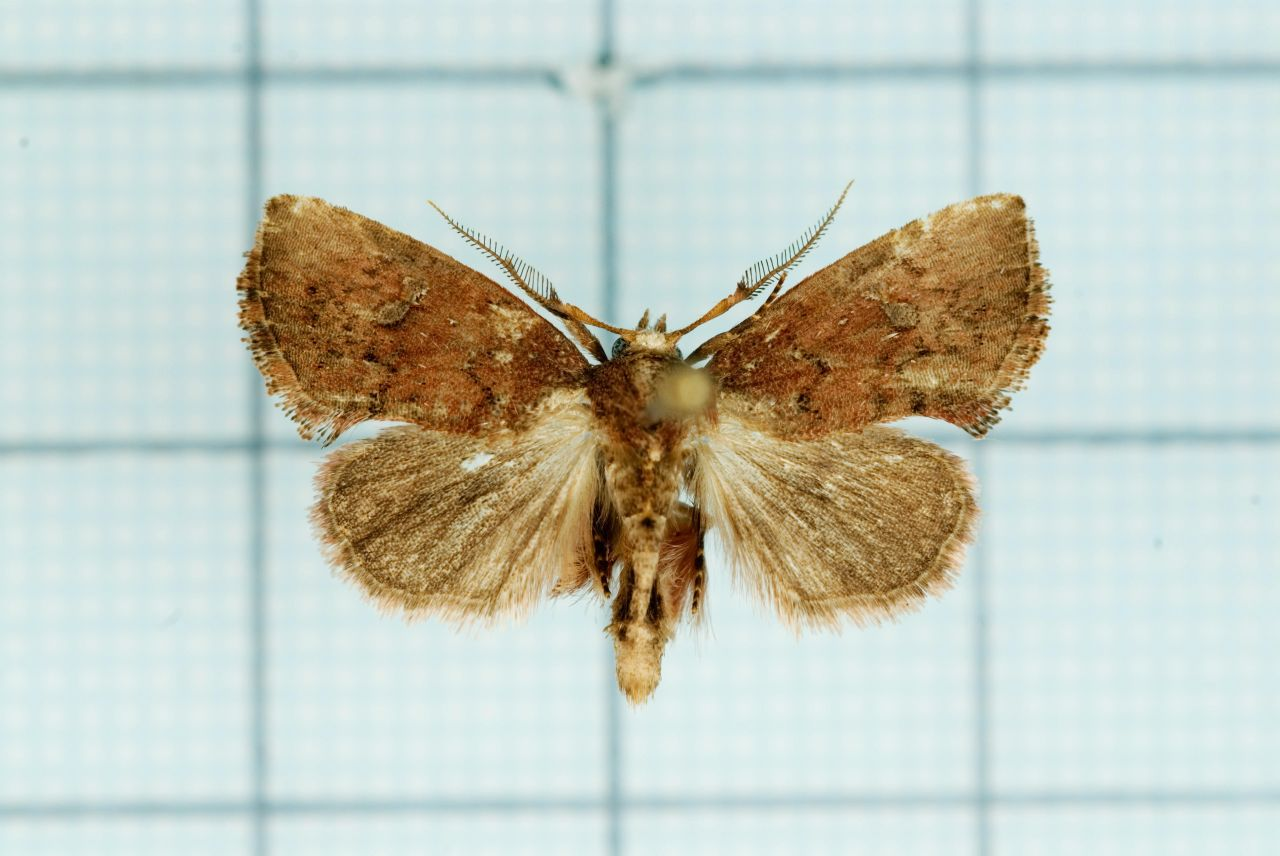

## Dottertaxa tillElusa, i alfabetisk ordning[1]
- Elusa affinis
- Elusa albistigma
- Elusa alector
- Elusa antennata
- Elusa bialbata
- Elusa binocula
- Elusa bipars
- Elusa ceneusalis
- Elusa confusa
- Elusa cyathicornis
- Elusa diloba
- Elusa dinawa
- Elusa duplicata
- Elusa flammans
- Elusa furuncoloides
- Elusa fuscistigma
- Elusa gigantea
- Elusa ignea
- Elusa incertans
- Elusa innotata
- Elusa inventa
- Elusa invicta
- Elusa leucoplaga
- Elusa limacodoides
- Elusa mediorufa
- Elusa nigricans
- Elusa niveiplaga
- Elusa oenolopha
- Elusa orion
- Elusa particolor
- Elusa peninsulata
- Elusa pratti
- Elusa puncticeps
- Elusa purpurea
- Elusa renalis
- Elusa rufaria
- Elusa rufescens
- Elusa rufula
- Elusa semipecten
- Elusa simplex
- Elusa stigmatica
- Elusa subjecta
- Elusa ustula